# Zone principale (pays de Galles)
Pour les articles homonymes, voir Zone principale.
Au pays de Galles, une zone principale (principal area en anglais et prif ardal en gallois) est un territoire de niveau supérieur utilisé à des fins de gouvernement local.
Au nombre de 22, les zones principales sont érigées au 1er avril 1996 au sens du Local Government (Wales) Act 1994. D’après cette loi, elles peuvent prendre la forme d’un comté (county en anglais et sir en gallois) ou bien celle d’un borough de comté (county borough en anglais et bwrdeistref sirol en gallois) et sont administrées par des conseils principaux. Elles s’opposent aux communautés, échelon de gouvernement local inférieur.

## Histoire
La notion de zone principale (principal area en anglais et prif ardal en gallois) est un concept créé par le Local Government (Wales) Act 1994, une loi du Parlement du Royaume-Uni sanctionnée le 5 juillet 1994. Il s’agit d’une étendue territoriale soumise à une autorité locale d’un seul échelon, le conseil principal (principal council en anglais), elle-même présidée par un président, parfois traité de « maire » (mayor en anglais ou maer en gallois) et dirigée par un chef exécutif (executive leader en anglais et arweinydd gwreithredol en gallois) et un exécutif (executive en anglais et corff gweithedol en gallois). Les premiers conseils principaux sont élus le 4 mai 1995 (en) et entrent en fonction le 1er avril 1996,,,.
Il existe deux types de zones principales : 
- le borough de comté (county borough en anglais et bwrdeistref sirol), forme attribuée à 11 territoires légalement dotés du statut de borough ;
- et le comté (county en anglais et sir en gallois), forme attribuée aux 11 autres territoires.

Aussi, un conseil principal peut faire appliquer le statut de cité à sa zone principale. C’est le cas depuis 1996 des comtés de Cardiff et de Swansea, dénommés respectivement « cité et comté de Cardiff » (City and County of Cardiff en anglais et Dinas a Sir Caerdydd en gallois) ainsi que « cité et comté de Swansea » (City and County of Swansea en anglais et Dinas a Sir Abertawe en gallois). Le statut a été octroyé en 2002 au borough de comté de Newport qui se fait appeler depuis lors la « cité de Newport » (City of Newport en anglais et Dinas Casnewydd en gallois) et au borough de comté de Wrexham en 2022,,,.
Enfin, la qualité de lord-maire (lord mayoralty en anglais) peut être conférée à un membre d’un conseil principal. Cette appellation honorifique est attribuée au président du conseil de Cardiff, héritier du titre initialement donné au président du conseil de borough de comté (1905-1974) puis au président du conseil de district (1974-1996), et au président du conseil de Swansea, héritier du titre donné au président du conseil de district (1982-1996),,.

## Liste des zones principales
| Nom                                                                          | Type             | Statut cérémoniel | Conseil                     | Conseil                                                                                      | Conseil               | Carte |
| Nom                                                                          | Type             | Statut cérémoniel | Appellation                 | Intitulés officiels                                                                          | Nombre de conseillers | Carte |
| ---------------------------------------------------------------------------- | ---------------- | ----------------- | --------------------------- | -------------------------------------------------------------------------------------------- | --------------------- | ----- |
| Blaenau Gwent                                                                | Borough de comté |                   | Conseil de borough de comté | Blaenau Gwent County Borough Council / Cyngor Bwrdeisdref Sirol Blaenau Gwent                | 42                    |       |
| Bridgend / Pen-y-bont ar Ogwr                                                | Borough de comté |                   | Conseil de borough de comté | Bridgend County Borough Council / Cyngor Bwrdeistref Sirol Pen-y-bont ar Ogwr                | 54                    |       |
| Caerphilly / Caerffili                                                       | Borough de comté |                   | Conseil de borough de comté | Caerphilly County Borough Council / Cyngor Bwrdeistref Sirol Caerffili                       | 73                    |       |
| Cardiff / Caerdydd                                                           | Comté            | Cité              | Conseil de comté            | County Council of the City and County of Cardiff / Cyngor Sir Dinas a Sir Caerdydd           | 75                    |       |
| Carmarthenshire / Sir Gaerfyrddin                                            | Comté            |                   | Conseil de comté            | Carmarthenshire County Council / Cyngor Sir Gaerfyrddin                                      | 74                    |       |
| Ceredigion / Sir Ceredigion                                                  | Comté            |                   | Conseil de comté            | Ceredigion County Council / Cyngor Sir Ceredigion                                            | 42                    |       |
| Conwy                                                                        | Borough de comté |                   | Conseil de borough de comté | Conwy County Borough Council / Cyngor Bwrdeistref Sirol Conwy                                | 59                    |       |
| Denbighshire / Sir Ddinbych                                                  | Comté            |                   | Conseil de comté            | Denbighshire County Council / Cyngor Sir Ddinbych                                            | 47                    |       |
| Flintshire / Sir y Fflint                                                    | Comté            |                   | Conseil de comté            | Flintshire County Council / Cyngor Sir y Fflint                                              | 70                    |       |
| Gwynedd                                                                      | Comté            |                   | Conseil                     | Gwynedd Council / Cyngor Gwynedd                                                             | 75                    |       |
| Isle of Anglesey / Ynys Môn                                                  | Comté            |                   | Conseil de comté            | Isle of Anglesey County Council / Cyngor Sir Ynys Môn                                        | 30                    |       |
| Merthyr Tydfil / Merthyr Tudful                                              | Borough de comté |                   | Conseil de borough de comté | Merthyr Tydfil County Borough Council / Cyngor Bwrdeistref Sirol Merthyr Tudful              | 33                    |       |
| Monmouthshire / Sir Fynwy                                                    | Comté            |                   | Conseil de comté            | Monmouthshire County Council / Cyngor Sir Fynwy                                              | 43                    |       |
| Neath Port Talbot / Castell-nedd Port Talbot                                 | Borough de comté |                   | Conseil de borough de comté | Neath Port Talbot County Borough Council / Cyngor Bwrdeistref Sirol Castell-nedd Port Talbot | 64                    |       |
| Newport / Casnewydd                                                          | Borough de comté | Cité              | Conseil de cité             | Newport City Council / Cyngor Dinas Casnewydd                                                | 50                    |       |
| Pembrokeshire / Sir Benfro                                                   | Comté            |                   | Conseil de comté            | Pembrokeshire County Council / Cyngor Sir Penfro                                             | 60                    |       |
| Powys                                                                        | Comté            |                   | Conseil de comté            | Powys County Council / Cyngor Sir Powys                                                      | 73                    |       |
| Rhondda Cynon Taf                                                            | Borough de comté |                   | Conseil de borough de comté | Rhondda Cynon Taf County Borough Council / Cyngor Bwrdeistref Sirol Rhondda Cynon Taf        | 75                    |       |
| Swansea / Abertawe                                                           | Comté            | Cité              | Conseil                     | City and County of Swansea Council / Cyngor Dinas a Sir Abertawe                             | 72                    |       |
| Torfaen                                                                      | Borough de comté |                   | Conseil de borough de comté | Torfaen County Borough Council / Cyngor Bwrdeistref Sirol Torfaen                            | 44                    |       |
| The Vale of Glamorgan / Bro Morgannwg                                        | Borough de comté |                   | Conseil                     | Vale of Glamorgan Council / Cyngor Bro Morgannwg                                             | 47                    |       |
| Wrexham / Wrecsam                                                            | Borough de comté | Cité              | Conseil de borough de comté | Wrexham County Borough Council / Cyngor Bwrdeistref Sirol Wrecsam                            | 52                    |       |
| Notes 1. 2. 3. 4. 5. 6. 7. 8. 9. 10. 11. 12. 13. 14. 15. 16. 17. 18. 19. 20. |                  |                   |                             |                                                                                              |                       |       |

### Sources
1. ↑  Local Government (Wales) Act 1994, p. 1 et 3.
2. ↑  Local Government (Democracy) (Wales) Act 2013, p. 30.
3. ↑  Local Authorities (Standing Orders) (Wales) Regulations 2006, p. 10.
4. ↑  The Local Government (Wales) Act 1994 (Commencement No. 3) Order 1995, London, The Stationery Office Limited, 1995 (présentation en ligne).
5. ↑  Local Government (Wales) Act 1994, p. 1, 54-56 et 153.
6. ↑  Local Government (Wales) Act 1994, p. 122.
7. 1 2  « Crown Office », The London Gazette, no 54363,‎ 4 avril 1996, p. 4925 (lire en ligne [PDF]).
8. ↑  « Crown Office », The London Gazette, no 56573,‎ 21 mai 2002, p. 6159 (lire en ligne [PDF]).
9. 1 2  « Crown Office », The London Gazette, no 63805,‎ 6 septembre 2022, p. 16906 (lire en ligne [PDF]).
10. ↑  City and County of Cardiff Council, History, 2020 (lire en ligne).
11. ↑  City and County of Swansea Council, History of the Mayoralty (1re éd. 2017) (lire en ligne).
12. 1 2 3 4 5 6 7 8 9 10  Local Government (Wales) Act 1994, p. 3.
13. 1 2 3  Local Government (Wales) Act 1994, p. 54.
14. 1 2 3 4 5 6  Ordnance Survey, Boundary Legislation Changes from 1973 (lire en ligne [xls]).
15. 1 2 3 4  Local Government (Wales) Act 1994, p. 55.
16. ↑  « Crown Office », The London Gazette, no 56573,‎ 21 mai 2002, p. 6159 (lire en ligne [PDF]).